# بيس آرمسترونغ
بيس آرمسترونغ (بالإنجليزية: Bess Armstrong)‏ مواليد 11 ديسمبر 1953 في بالتيمور، الولايات المتحدة، هي ممثلة أمريكية بدأت مسيرتها الفنية عام 1975.

## الأعمال
- المربية
- فرايجر
- بوسطن ليغال
- عقول إجرامية
- تل الشجرة الواحدة
- كاسل
- سي اس آي: التحقيق في موقع الجريمة
- ماد من
- إن سي آي إس

## وصلات خارجية
- بيس آرمسترونغ على موقع IMDb (الإنجليزية)
- بيس آرمسترونغ على موقع ألو سيني (الفرنسية)
- بيس آرمسترونغ على موقع أول موفي (الإنجليزية)
- بيس آرمسترونغ على موقع قاعدة بيانات الأفلام السويدية (السويدية)
- بيس آرمسترونغ على موقع إن إن دي بي (الإنجليزية)
- بيس آرمسترونغ على موقع ديسكوغز (الإنجليزية)
- بيس آرمسترونغ على موقع قاعدة بيانات الفيلم (الإنجليزية)
- بيس آرمسترونغ على موقع كينوبويسك (الروسية)